# Geografia de Porto Alegre

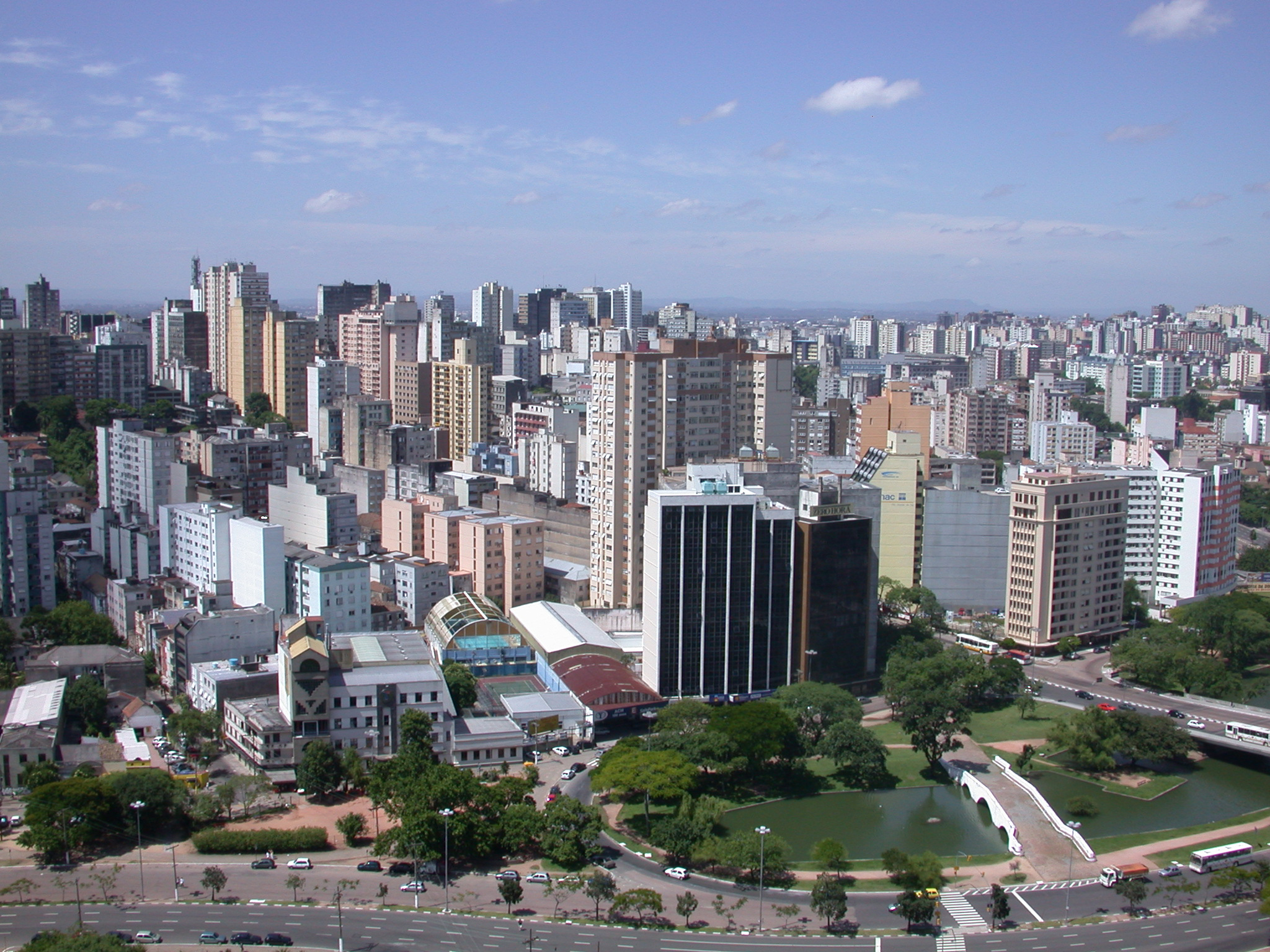
Prédios de Porto Alegre

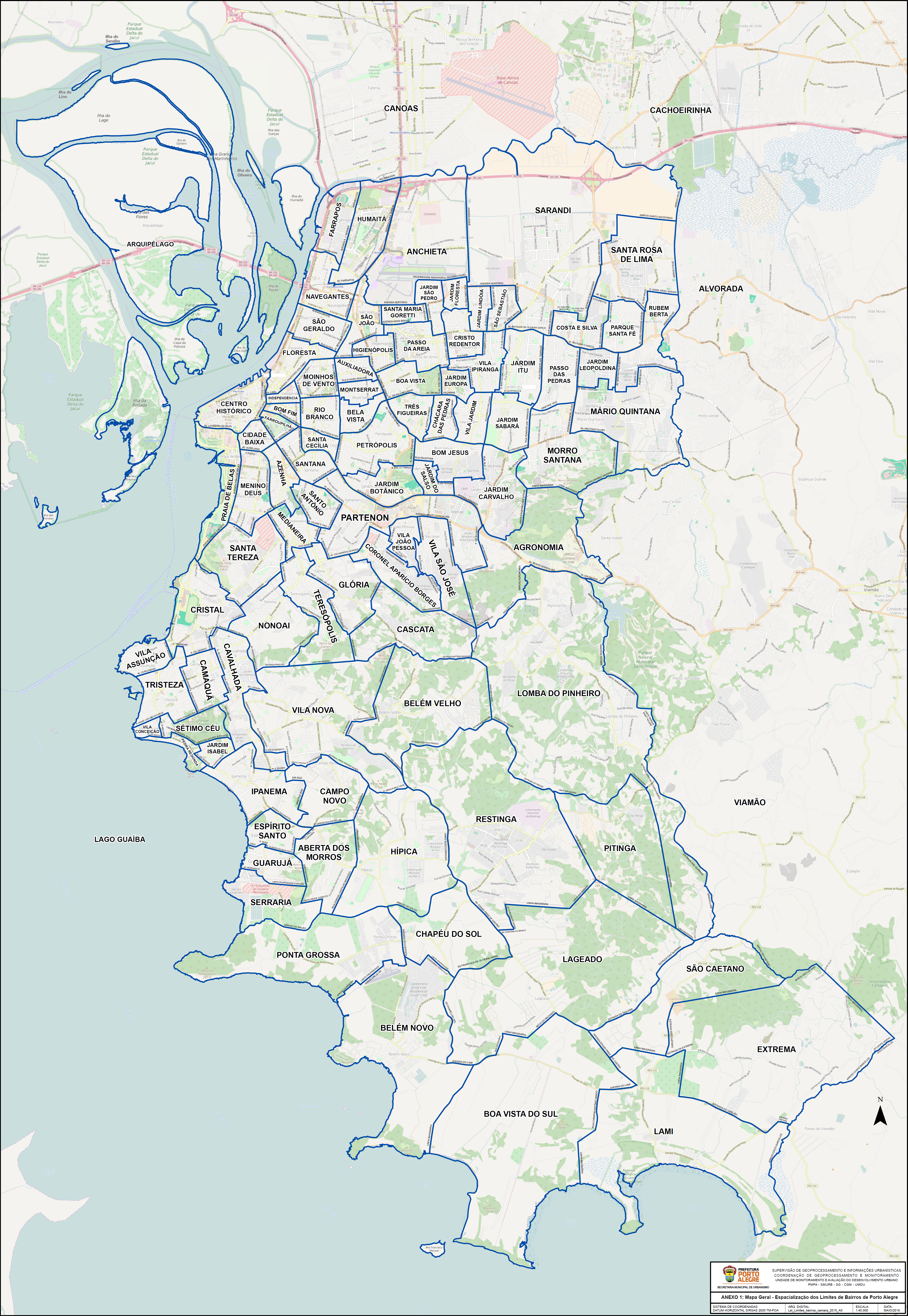
Mapa dos Bairros de Porto Alegre

A geografia de Porto Alegre é, como na maioria das grandes cidades, heterogênea. A maior parte da cidade de Porto Alegre é cercada por prédios. A área do município de Porto Alegre é de 470,25 km² (Censo IBGE/2000). Destes, 44,45 km² estão distribuídos nas 16 ilhas do Delta do Jacuí sob jurisdição do município. Atualmente a cidade conta com 94 bairros. Possui um relevo montanhoso na região mais ao sul, apresentando morros, sendo o mais alto deles o Morro Santana, com 311 metros de elevação acima do nível do mar. A cidade ainda possui 70 km de margens banhadas pelo Lago Guaíba.

## Bairros
O primeiro bairro criado em Porto Alegre foi o Medianeira, através da Lei Municipal nº 1762, de 23 de julho de 1957. Somente a partir deste ano as demais áreas da cidade passaram a ter denominações próprias pois, até então, a divisão era feita por "distritos". A primeira referência encontrada, neste sentido, data de 1º de dezembro de 1892 quando,  pelo Ato n° 07, assinado pelo Intendente João Luiz de Faria, o município foi dividido em oito distritos, e estes subdivididos em "comissariados".
Pela Lei Municipal n° 36, de 31 de agosto de 1925, foi autorizado o desmembramento do 8° e do 9° distritos. Em 1927, através do Decreto 115, houve uma retificação nos limites do Município e a divisão do território passou a ser feita por zonas (urbana, suburbana e rural) e distritos, além de ser criada uma subdivisão por seções.
Os distritos de porto alegre criados eram nove, subdivididos em até quatro seções cada um. Em 1940, através do Decreto-lei n° 25, foram delimitadas, as três zonas e os distritos. No texto do decreto são mencionados apenas três distritos (Distrito da Cidade, Distrito de Belém Novo e Distrito da Pintada). Este tipo de divisão foi mantido até quase o final da década de 1950, quando começaram a ser criados os bairros.
A primeira lei surgiu em 1957 e, posteriormente, em 1959, através da Lei 2022, além da delimitação do Centro, foram criados outros 58 bairros.
A cidade ainda conta com uma divisão não-oficial administrativa, utilizada pela Empresa Pública de Trasporte e Circulação, para a organização das linhas de ônibus da cídade. A zona norte, onde opera o consórcio Conorte de transporte, a zona sul, onde opera o consórcio STS, e a zona leste, onde opera o consórcio Unibus.
Ainda existem algumas áreas do território sem denominação oficial (zona indefinida) e que são conhecidas por "apelidos", como é caso do Morro Santana, Passo das Pedras e Aberta dos Morros.
Atualmente a cidade conta com 94 bairros oficiais. Os cinco mais populosos e suas respectivas áreas, segundo dados do censo do IBGE de 2010, recalculados pelo ObservaPoa, são:
- Sarandi: 59 711 moradores
- Lomba do Pinheiro: 58 106 moradores
- Restinga: 53 508 moradores
- Partenon: 48 160 moradores
- Santa Tereza: 39 577 moradores

## Clima
O clima é subtropical úmido ou temperado, com verões quentes e invernos frescos (frios para os padrões brasileiros) e chuvosos (tipo Cfa, segundo Köppen). A neve é muito rara, tendo sido observada em 1879, 1910, 1984, 1994, 2000 e em 2006. As geadas ocorrem algumas vezes durante o ano.
Porto Alegre é considerada uma das cidades mais vulneráveis ao impacto das mudanças climáticas antropogênicas. De acordo com projeções feitas em um estudo da Universidade Federal de Santa Catarina (UFSC), a tendência é de que a temperatura de Porto Alegre possa aumentar para até 45,72 ⁰C para o período entre 2091 e 2100, levando a ondas de calor frequentes e intensificação de ondas de calor e enchentes. Nos últimos anos, foram registrados vários episódios de precipitação acumulada maior que 50 milímetros em menos de uma hora em pontos isolados da capital, e em 2005 e 2007 foram registrados acúmulos de cerca de 100 milímetros em uma hora, também em pontos isolados.
O furacão Catarina, um fenômeno atípico nesta parte do mundo, que em 2004 atingiu com mais força o estado de Santa Catarina, provocou estragos em alguns bairros da cidade, com episódios curtos e localizados de vento intenso, possivelmente pela formação localizada de tornados derivados da massa ciclônica principal. Entretanto, ocorre às vezes a formação de tornados independentes. O episódio mais recente aconteceu na onda de tornados de 11 de outubro de 2000, que varreu o centro-norte do estado com cerca de dez ocorrências acompanhadas de chuvas fortes e intenso granizo, quando se registrou um tornado com ventos de mais de 200 km/h no bairro de Belém Novo, no mesmo dia em que outro fustigou Águas Claras, interior de Viamão, na Região Metropolitana. Em 2008 foi vista uma pequena nuvem em funil sobre o Aeroporto Salgado Filho, mas não chegou a tocar o solo e logo se dissipou.
| Maiores acumulados de precipitação em 24 horas registrados em Porto Alegre (Jardim Botânico) por meses (INMET) | Maiores acumulados de precipitação em 24 horas registrados em Porto Alegre (Jardim Botânico) por meses (INMET) | Maiores acumulados de precipitação em 24 horas registrados em Porto Alegre (Jardim Botânico) por meses (INMET) | Maiores acumulados de precipitação em 24 horas registrados em Porto Alegre (Jardim Botânico) por meses (INMET) | Maiores acumulados de precipitação em 24 horas registrados em Porto Alegre (Jardim Botânico) por meses (INMET) | Maiores acumulados de precipitação em 24 horas registrados em Porto Alegre (Jardim Botânico) por meses (INMET) |
| Mês | Acumulado | Data | Mês | Acumulado | Data |
| --- | --- | --- | --- | --- | --- |
| Janeiro | 107,4 mm | 06/01/1946 | Julho | 109,9 mm | 08/07/2020 |
| Fevereiro | 119,8 mm | 01/02/1953 | Agosto | 98,8 mm | 17/08/1965 |
| Março | 92,9 mm | 18/03/1983 | Setembro | 95 mm | 19/09/1967 |
| Abril | 141,2 mm | 04/04/1956 | Outubro | 100,5 mm | 02/10/1936 |
| Maio | 149,6 mm | 03/05/2008 | Novembro | 105,5 mm | 11/11/2013 |
| Junho | 141,7 mm | 16/06/2023 | Dezembro | 86,4 mm | 20/12/1939 |
| Período: 1931-presente                                                                                         | | | | | |

Segundo dados da estação meteorológica do Instituto Nacional de Meteorologia (INMET) de Porto Alegre, desde 1931 a menor temperatura registrada na cidade foi de –1,9 °C em 26 de junho de 1945, porém o recorde absoluto ocorreu antes desse período, no dia 11 de julho de 1918, com mínima de −4 °C. Por outro lado, o dia 1° de janeiro de 1943 é o mais quente da história da cidade, quando a temperatura máxima alcançou 40,7 °C. Máximas de 40 °C ou mais também ocorreram em 6 de fevereiro de 2014 (40,6 °C), 14 de fevereiro de 1958 (40,3 °C) e, mais recentemente, em 31 de dezembro de 2019 (40,3 °C) e 16 de janeiro de 2022 (40,1 °C).
O maior acumulado de precipitação em 24 horas foi 149,6 mm em 3 de maio de 2008. Outros acumulados iguais ou superiores a 100 mm foram:  141,7 mm em 16 de junho de 2023, 141,2 mm em 4 de abril de 1956, 138,8 mm em 15 de junho de 1982, 137,5 mm em 23 de junho de 1944, 135,4 mm em 9 de junho de 1974, 119,8 mm em 1 de fevereiro de 1953, 119,4 mm em 28 de junho de 1982, 109,9 mm em 8 de julho de 2020, 109,5 mm em 14 de fevereiro de 1981, 107,7 mm em 5 de junho de 1970, 105,5 mm em 11 de novembro de 2013, 104,6 mm em 23 de novembro de 1951 e 100,5 mm em 2 de outubro de 1936.
| Dados climatológicos para Porto Alegre (OMM: 83967)                                      | Dados climatológicos para Porto Alegre (OMM: 83967) | Dados climatológicos para Porto Alegre (OMM: 83967) | Dados climatológicos para Porto Alegre (OMM: 83967) | Dados climatológicos para Porto Alegre (OMM: 83967) | Dados climatológicos para Porto Alegre (OMM: 83967) | Dados climatológicos para Porto Alegre (OMM: 83967) | Dados climatológicos para Porto Alegre (OMM: 83967) | Dados climatológicos para Porto Alegre (OMM: 83967) | Dados climatológicos para Porto Alegre (OMM: 83967) | Dados climatológicos para Porto Alegre (OMM: 83967) | Dados climatológicos para Porto Alegre (OMM: 83967) | Dados climatológicos para Porto Alegre (OMM: 83967) | Dados climatológicos para Porto Alegre (OMM: 83967) |
| Mês                                                                                      | Jan                                                 | Fev                                                 | Mar                                                 | Abr                                                 | Mai                                                 | Jun                                                 | Jul                                                 | Ago                                                 | Set                                                 | Out                                                 | Nov                                                 | Dez                                                 | Ano                                                 |
| ---------------------------------------------------------------------------------------- | --------------------------------------------------- | --------------------------------------------------- | --------------------------------------------------- | --------------------------------------------------- | --------------------------------------------------- | --------------------------------------------------- | --------------------------------------------------- | --------------------------------------------------- | --------------------------------------------------- | --------------------------------------------------- | --------------------------------------------------- | --------------------------------------------------- | --------------------------------------------------- |
| Temperatura máxima recorde (°C)                                                          | 40,7                                                | 40,6                                                | 38,9                                                | 36                                                  | 33,4                                                | 32,4                                                | 32,9                                                | 35,2                                                | 38                                                  | 38,4                                                | 39,8                                                | 40,3                                                | 40,7                                                |
| Temperatura máxima média (°C)                                                            | 31                                                  | 30,5                                                | 29,2                                                | 26,4                                                | 22,6                                                | 20,3                                                | 19,7                                                | 21,8                                                | 22,8                                                | 25,2                                                | 27,7                                                | 30                                                  | 25,6                                                |
| Temperatura média compensada (°C)                                                        | 25                                                  | 24,7                                                | 23,5                                                | 20,7                                                | 17,2                                                | 14,8                                                | 14,1                                                | 15,7                                                | 17,2                                                | 19,7                                                | 21,7                                                | 24                                                  | 19,9                                                |
| Temperatura mínima média (°C)                                                            | 20,7                                                | 20,7                                                | 19,5                                                | 16,8                                                | 13,6                                                | 11,3                                                | 10,4                                                | 11,6                                                | 13,3                                                | 15,7                                                | 17,2                                                | 19,4                                                | 15,9                                                |
| Temperatura mínima recorde (°C)                                                          | 10,1                                                | 11,9                                                | 9,6                                                 | 4,5                                                 | 2,3                                                 | −1,9                                                | −1,1                                                | −1,2                                                | 2,2                                                 | 4,9                                                 | 6,7                                                 | 10                                                  | −1,9                                                |
| Precipitação (mm)                                                                        | 120,7                                               | 110,8                                               | 103,3                                               | 114,4                                               | 112,8                                               | 130,4                                               | 163,5                                               | 120,1                                               | 147,8                                               | 153,2                                               | 105,5                                               | 112,1                                               | 1 494,6                                             |
| Dias com precipitação (≥ 1 mm)                                                           | 9                                                   | 9                                                   | 9                                                   | 9                                                   | 8                                                   | 9                                                   | 9                                                   | 9                                                   | 10                                                  | 10                                                  | 8                                                   | 9                                                   | 108                                                 |
| Umidade relativa compensada (%)                                                          | 73                                                  | 74,9                                                | 75,7                                                | 77,8                                                | 81,5                                                | 82,8                                                | 81,3                                                | 78,2                                                | 77,4                                                | 76                                                  | 72,1                                                | 71,4                                                | 76,8                                                |
| Insolação (h)                                                                            | 237,6                                               | 206,9                                               | 206,5                                               | 167,1                                               | 144                                                 | 119,1                                               | 133,7                                               | 150,1                                               | 149,6                                               | 176,2                                               | 223,7                                               | 238,5                                               | 2 153                                               |
| Fonte: INMET (normal climatológica de 1991-2020; recordes de temperatura: 1931-presente) |                                                     |                                                     |                                                     |                                                     |                                                     |                                                     |                                                     |                                                     |                                                     |                                                     |                                                     |                                                     |                                                     |

## Meio ambiente
Porto Alegre é uma das capitais mais arborizadas do Brasil . Cada habitante da cidade tem direito a, aproximadamente, 17m² de área verde[carece de fontes?]. Em 1976 foi criada em Porto Alegre a primeira secretaria do meio ambiente do Brasil.
Existem programas de arborização e preservação das matas nativas. Muitas das avenidas são arborizadas com tipos específicos de árvores, como por exemplo as paineiras da avenida Icaraí e os guapuruvus na avenida Teresópolis. As floradas adicionam beleza cênica à cidade. Também são freqüentes os ipês, as timbaúvas, os jacarandás e os plátanos.
As encostas dos morros são preservadas, mas enfrentam problemas com loteamentos clandestinos e invasões. A cidade conta com duas áreas de conservação ambiental: o Parque Estadual do Delta do Jacuí e a Reserva Biológica do Lami José Lutzenberger.

### Problemas ambientais
As grandes áreas verdes de Porto Alegre ajudam a amenizar seus problemas ambientais, mas a cidade apresenta problemas com lixo e poluição, entre outros. De acordo com uma pesquisa feita pelo jornal Folha de S.Paulo, o nível de poluição na cidade é o dobro acima do recomendado pela Organização Mundial de Saúde, sendo a segunda capital mais poluída do Brasil, atrás apenas de São Paulo.
Os alagamentos da avenida Goethe e regiões próximas se intensificaram com o aumento do asfaltamento da cidade, diminuindo a infiltração da água e aumentando o seu escoamento superficial. Para reverter esse problema de drenagem urbana, foi construído o Conduto Álvaro Chaves. Iniciado em maio de 2005, a obra teve seu término em 2008, diminuindo grandemente os alagamentos.
Está em discussão a instalação de uma mineradora de carvão nas margens do Rio Jacuí, nos municípios de Charqueadas e El Dorado do Sul, que ameaça o meio ambiente local com contaminação do ar, do solo e do Lago Guaíba, de onde vem a água para abastecer todo o município de Porto Alegre e alguns municípios vizinhos.

## Parques e outras áreas públicas
Os parques mais freqüentados pelos porto-alegrenses são o Parque Moinhos de Vento (ou Parcão), o Parque Farroupilha (ou Redenção) e o Parque Marinha do Brasil. Destaca-se também a Praia de Ipanema, localizada na zona sul da cidade.
Outras áreas públicas mais freqüentadas são:
| - Estância da Harmonia - Largo Glênio Peres - Morro do Osso - Morro Santa Teresa - Praça da Alfândega - Praça da Matriz - Parque Chico Mendes - Parque Mascarenhas de Moraes - Parque Maurício Sirotski Sobrinho - Praça da Encol - Jardim Botânico de Porto Alegre |

## Cidades vizinhas
A região metropolitana de Porto Alegre conta com mais de 30 cidades. Entre elas as principais são: Canoas, Novo Hamburgo, São Leopoldo, Gravataí, Alvorada, Cachoeirinha e Viamão. Elas estão ligadas a Porto Alegre através da rodovia BR-116, do Trensurb, da BR-290 (a freeway), da avenida Assis Brasil e da avenida Castelo Branco, formando uma grande conurbação.